# 대한민국 제6대 국회 전반기 의장단 선거
제6대 국회 전반기 의장단 선거는 1963년 12월 17일에 실시되었다.
선거 결과 초선의 이효상 민주공화당 의원이 국회의장에, 초선의 장경순 민주공화당 의원과 4선의 나용균 민정당 의원이 국회부의장에 선출되었다.

## 선거 제도
국회의장 및 국회부의장은 국회의원들의 무기명 투표로 선출하되 만약 1차 투표 결과 재적 의원의 과반을 득표한 자가 없으면 2차 투표를 실시하고, 2차 투표에서도 과반 득표자가 나오지 않을 시 최고득표자와 차점자에 대하여 3차 결선 투표를 실시하되 이 경우 단순 다수 득표자를 당선자로 하도록 되어있었다.

## 후보

### 국회의장 후보

#### 민주공화당
민주공화당은 12월 5일 당선자 대회를 갖고 국회의장단 및 상임위원장단 인선에 대한 권한을 김종필 당 의장에게 위임하였다. 당시 국회의장에는 정구영 전 당 총재, 윤치영 전 국회부의장, 김성진 전 보건사회부장관 등이, 국회부의장에는 백남억 전 참의원의원과 장경순 전 농림부장관이, 그리고 원내총무에는 민관식 전 민의원의원, 김용태 당선자, 김용순 전 중앙정보부장이 출마 의사를 드러내고 있었다.
이들을 차례로 면담한 김종필 의장은 당일 저녁 박정희 당 총재에게 정구영 전 당 총재를 국회의장 후보, 민관식 전 민의원의원을 원내총무로 하고 국회부의장 후보에는 백남억 전 참의원의원과 장경순 전 농림부장관을 둘 다 내보낼 것을 건의하였다. 김종필 의장은 군정 연장 이미지를 벗어나야 한다는 계산 하에 혁명 주체, 군 출신 인사들을 배제하고 정치 감각과 대야 협상 능력을 고려하여 이같은 인선 계획을 세운 것으로 알려졌다. 그러나 이 내용이 알려지자 당내 군 출신 인사들은 강력하게 반발하였으며, 김용태, 김용순 등 탈락 후보들 또한 자신들의 세력을 총 동원해 반대를 표하였다.
당내 갈등이 심해지자 김종필 의장은 얼마 전까지만 해도 아예 논외나 다름없던 이효상 전 참의원의원을 지명하기로 결정하고 12월 7일 대폭 수정된 인선안을 박정희 총재의 재가를 받아 발표하였다. 김종필 의장은 당권파와 비당권파, 당권파 내에서도 김종필계와 비김종필계 등 계파 간 갈등이 심한 상황에서 파열음을 최소화하기 위해 당권파에 속하면서도 원만한 인사인 이효상 전 참의원의원을 지명하기로 한 것으로 알려졌다. 한편 이효상 전 참의원의원은 김종필 의장으로부터 아무런 사전 협의 없이 신문 보도를 통해 자신이 국회의장 후보로 지명된 사실을 알게 되었다고 한다.

### 국회부의장 후보

#### 민주공화당
민주공화당의 국회부의장 후보로는 당권파의 지지를 받는 백남억 전 참의원의원과 비당권파의 지지를 받는 장경순 전 농림부장관이 경합하고 있었다.
당초 박정희 총재가 12월 5일 당선자 대회에서 "강력한 지도체계를 확립"하겠다고 선언한 바 있어 국회직 인선에서도 당권파 인사들이 중심이 될 것이라는 것으로 관측되었으나, 국회직 인선을 두고 당내 계파 갈등이 심화되자 김종필 의장은 국회의장 후보를 제외한 대부분의 직책에 비당권파를 기용할 것을 결단하였다.
이에 따라 국회의장 후보에는 당권파의 이효상 전 참의원의원이, 국회부의장 후보에는 비당권파의 장경순 전 장관이 지명되게 되었다.

#### 민정당
민주공화당 측에서 국회부의장직 한 곳을 제1야당인 민정당에 양보한다는 방침을 세움에 따라 민정당은 12월 17일 간부회의를 열고 국회부의장 후보 문제를 논의하였다. 윤제술 전 민의원의원, 서범석 전 민의원 내무위원장, 나용균 전 보건사회부장관, 전진한 전 사회부장관 등이 물망에 올랐으며, 당초 윤제술 전 민의원의원이 지명될 것이 유력시되었으나 결국 당내 서열이 높은 나용균 전 장관이 최종 지명되었다.
그러나 민주공화당이 12곳의 상임위원장직을 모두 독식하겠다는 뜻을 굽히지 않아, 제6대 국회에서 야당이 차지한 원내 요직은 국회부의장 한 자리 밖에 없게 되었다.

## 선거 결과

### 국회의장 선거
경상북도 대구시 남구 지역구의 이효상 민주공화당 의원이 당선되었다.
| 후보   | 소속       | 득표 | %    | 비고 |
| ------ | ---------- | ---- | ---- | ---- |
| 이효상 | 민주공화당 | 128  | 73.1 | 당선 |
| 정구영 | 민주공화당 | 7    | 4.0  |      |
| 박준규 | 민주공화당 | 3    | 1.7  |      |
| 윤제술 | 민정당     | 2    | 1.1  |      |
| 김용태 | 민주공화당 | 1    | 0.6  |      |
| 김준연 | 자유민주당 | 1    | 0.6  |      |
| 서범석 | 민정당     | 1    | 0.6  |      |
| 유진산 | 민정당     | 1    | 0.6  |      |
| 이중재 | 민정당     | 1    | 0.6  |      |
| 기권   | 기권       | 20   | 11.4 |      |
| 무효   | 무효       | 6    | 3.4  |      |
| 결석   | 결석       | 4    | 2.3  |      |
| 재적   | 재적       | 175  | 100  |      |

### 민주공화당 몫 국회부의장 선거
전라북도 김제군 지역구의 장경순 민주공화당 의원이 당선되었다.
| 후보   | 소속       | 득표 | %    | 비고 |
| ------ | ---------- | ---- | ---- | ---- |
| 장경순 | 민주공화당 | 132  | 75.4 | 당선 |
| 윤제술 | 민정당     | 7    | 4.0  |      |
| 나용균 | 민정당     | 4    | 2.3  |      |
| 백남억 | 민주공화당 | 3    | 1.7  |      |
| 김용태 | 민주공화당 | 2    | 1.1  |      |
| 윤보선 | 민정당     | 2    | 1.1  |      |
| 전진한 | 민정당     | 2    | 1.1  |      |
| 조창대 | 민주공화당 | 2    | 1.1  |      |
| 김선주 | 민주공화당 | 1    | 0.6  |      |
| 김종필 | 민주공화당 | 1    | 0.6  |      |
| 민관식 | 민주공화당 | 1    | 0.6  |      |
| 소선규 | 자유민주당 | 1    | 0.6  |      |
| 유진산 | 민정당     | 1    | 0.6  |      |
| 이재만 | 민주공화당 | 1    | 0.6  |      |
| 기권   | 기권       | 11   | 6.3  |      |
| 결석   | 결석       | 4    | 2.3  |      |
| 재적   | 재적       | 175  | 100  |      |

### 민정당 몫 국회부의장 선거
전라북도 정읍군 지역구의 나용균 민정당 의원이 당선되었다.
| 후보   | 소속       | 득표 | %    | 비고 |
| ------ | ---------- | ---- | ---- | ---- |
| 나용균 | 민정당     | 124  | 70.9 | 당선 |
| 윤제술 | 민정당     | 18   | 10.3 |      |
| 전진한 | 민정당     | 4    | 2.3  |      |
| 박순천 | 민주당     | 2    | 1.1  |      |
| 윤보선 | 민정당     | 2    | 1.1  |      |
| 이영준 | 민정당     | 2    | 1.1  |      |
| 김용태 | 민주공화당 | 1    | 0.6  |      |
| 김익기 | 민정당     | 1    | 0.6  |      |
| 김종필 | 민주공화당 | 1    | 0.6  |      |
| 민관식 | 민주공화당 | 1    | 0.6  |      |
| 박준규 | 민주공화당 | 1    | 0.6  |      |
| 박찬   | 민정당     | 1    | 0.6  |      |
| 박현숙 | 민주공화당 | 1    | 0.6  |      |
| 정구영 | 민주공화당 | 1    | 0.6  |      |
| 정명섭 | 자유민주당 | 1    | 0.6  |      |
| 정일형 | 민주당     | 1    | 0.6  |      |
| 조시형 | 민주공화당 | 1    | 0.6  |      |
| 한건수 | 국민의당   | 1    | 0.6  |      |
| 홍익표 | 민주당     | 1    | 0.6  |      |
| 기권   | 기권       | 6    | 3.4  |      |
| 결석   | 결석       | 4    | 2.3  |      |
| 재적   | 재적       | 175  | 100  |      |